# 来原岩樋
来原岩樋（くりはらいわひ）は、島根県出雲市にある斐伊川の堰。高瀬川の取水口（水源）である。
着工年代は諸説あり、不明。完成年代は1700年（元禄13年）。

## 概要
高瀬川開削のために作られた岩樋。斐伊川から大津・上来原・入ヶ池へ分水される起点となる。現在は、高瀬川と間府川に配水されている。その割合は高瀬川85：間府川15となっている。
高さ8m、幅2.5m。
作られた経緯は諸説あり。
2014年（平成26年）9月、日本最古級の連続閘門式の土木施設として土木学会の選奨土木遺産に認定された。
閘門式構造とは三段のゲートを上下に操作し、高瀬舟（昭和はじめ廃止)が岩樋を通過できるようにしたシステムである。

## 交通アクセス
- JR山陰本線出雲市駅からコミュニティバス出雲三刀屋線『大津来原』下車すぐ。